# Fenoximetilpenicil·lina
La fenoximetilpenicil·lina, també coneguda com a penicil·lina V, és un antibiòtic útil per al tractament d'una sèrie d'infeccions bacterianes. Concretament s'utilitza per al tractament de la faringitis estreptocòccica, l'otitis mitjana i la cel·lulitis. També és s'utilitza per prevenir la febre reumàtica i per prevenir infeccions després de l'extirpació de la melsa. S'administra per via oral. A Espanya està comercialitzat com a Penilevel i Benoral.
Els efectes secundaris inclouen diarrea, nàusees i reaccions al·lèrgiques, inclosa anafilaxi. No es recomana en persones amb antecedents d'al·lèrgia a la penicil·lina. És relativament segur per al seu ús durant l'embaràs. Forma part de la família de medicaments de la penicil·lina. En general, produeix la mort bacteriana.
La fenoximetilpenicil·lina es va fabricar per primera vegada l'any 1948 per Eli Lilly.:121 Està a la Llista de medicaments essencials de l'Organització Mundial de la Salut . Està disponible com a medicament genèric.